# Aegilops crassa
Aegilops crassa är en gräsart som beskrevs av Pierre Edmond Boissier. Enligt Catalogue of Life ingår Aegilops crassa i släktet bockveten och familjen gräs, men enligt Dyntaxa är tillhörigheten istället släktet bockveten och familjen gräs. Arten förekommer tillfälligt i Sverige, men reproducerar sig inte. Utöver nominatformen finns också underarten A. c. macranthera.

## Bildgalleri

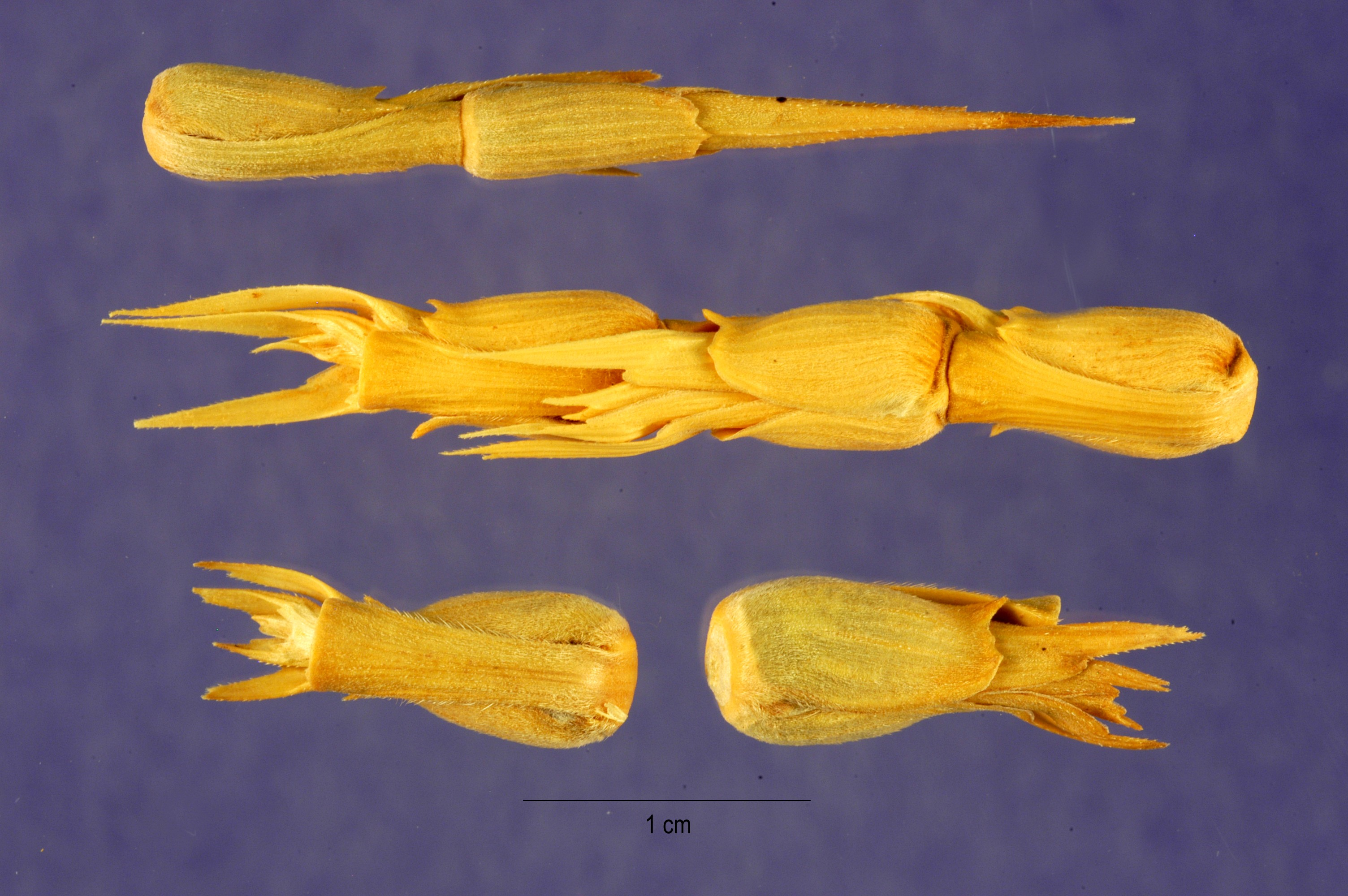